# Holstein-veld
Het Holstein-veld is een olieveld onder de Golf van Mexico op het Amerikaanse continentale plat, 320 kilometer ten zuiden van New Orleans.
BP boorde in januari 1999 met de Ocean America olie aan in blok Green Canyon 645. In 2001 werd besloten het veld in productie te nemen. Daarbij werd als productieplatform een spar gekozen. Deze werd gebouwd door Technip in Mantyluoto in Finland, terwijl het dek werd gebouwd door J. Ray McDermott in Morgan City (Louisiana). De spar werd met de Black Marlin vervoerd naar Ingleside, waarna het met sleepboten naar locatie werd gesleept. Daar werd het door de Balder overeind geballast en met zestien stalen meerdraden via zuigankers aan de zeebodem verankerd. Het dek werd daarna op de spar gehesen door de Thialf.
De olie wordt naar de wal getransporteerd door de Cameron-pijpleiding, terwijl het aardgas via de Cleopatra-pijpleiding loopt, beide onderdeel van de Mardi Gras-exportpijpleidingen.